# 青顶蜂鸟
是雨燕目蜂鸟科的一种鸟类。
青顶蜂鸟体重约5克，翼长约56毫米，嘴峰长约20.3毫米，喙宽度约2.3毫米，喙厚度约1.7毫米，跗蹠长约5.6毫米，尾长约35.2毫米。青顶蜂鸟在其分布区内为留鸟，其栖息在半开放的中等高度的林地中，食性为草食性，主要食物来源是植物的花蜜。
青顶蜂鸟分布于哥伦比亚北部和中部的沿海和山麓地区。该物种是单型物种，没有亚种分化。